# Калифорнийская тройнозубая акула
Калифорнийская тройнозубая акула, или пятнистая острозубая кунья акула (лат. Triakis semifasciata) — хищная акула из семейства куньих акул отряда кархаринообразных. Обитает в прохладных и умеренных водах северо-восточной части Тихого океана. Обычно охотится на рыб, ракообразных и эхиур. Максимальная зарегистрированная длина 2,1 м. Размножается яйцеживорождением. Достигает половой зрелости в возрасте 7—13 лет (самцы) и 10—15 лет (самки). Не представляет опасности для человека. Является объектом спортивного рыболовства. Мясо употребляется в пищу. Хорошо переносит неволю.

## Ареал
Калифорнийские тройнозубые акулы обитают в прохладных и умеренных водах северо-восточной части Тихого океана от Кус Бэй, Орегон, до Масатлана, Мексика, включая Калифорнийский залив. Они предпочитают илистое или песчаное дно закрытых бухт и эстуариев. В большом количестве встречаются в зарослях водорослей и на каменистых рифах. Эти акулы собираются в местах сброса сточных вод с электростанций, температура которых, как правило, выше температуры морской воды. Эти донные рыбы встречаются от зоны прибоя до глубины 4 м, хотя есть данные об их нахождении на глубине 91 м. Многие калифорнийские тройнозубые акулы, особенно на севере, зимой уходят в открытое море и возвращаются в прибрежные воды ранней весной. Исследование, проведённое в Томалес Бэй на севере Калифорнии, показало, что акулы начинают миграцию, когда температура воды падает ниже 10—12 °C. Одну помеченную акулу поймали в 140 км к югу от места мечения.
Несмотря на эти данные, большинство калифорнийских тройнозубых акул не совершают длительных миграций и всю жизнь проводят на ограниченной территории. Такая малая подвижность привела к накоплению генетических различий между акулами из разных частей ареала. Вдоль побережья Калифорнии от залива Гумбольдта до Сан-Диего существует 7 изолированных субпопуляций. Субпопуляция, обитающая в заливе Гумбольдта, наиболее изолирована, принадлежащие к ней акулы достигают половой зрелости при большей длине, в помёте у них меньше новорождённых по сравнению с акулами из других субпопуляций. Напротив, район вокруг Лос-Анджелеса представляет собой переходную зону между субпопуляциями с менее чёткими границами ареалов. Акулы, обитающие у берегов Нижней Калифорнии, вероятно, отличаются от акул, обитающих в северной части Калифорнийского залива.

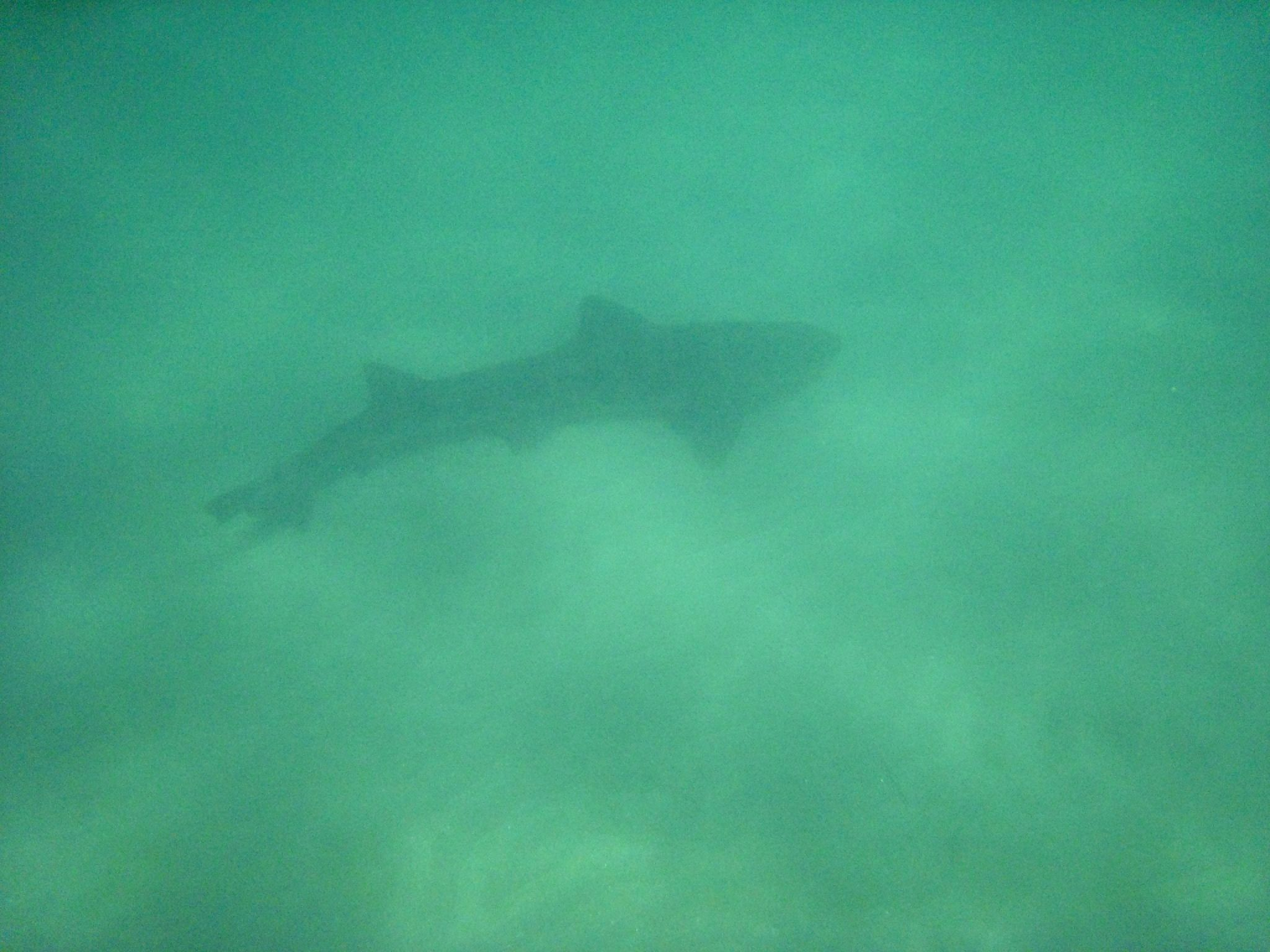
Калифорнийские тройнозубые акулы часто отдыхают на песчаном дне

## Описание
У калифорнийских тройнозубых акул короткое, закруглённое рыло и довольно плотное тело. Овальные глаза вытянуты по горизонтали и оснащены мигательной перепонкой. Ноздри обрамлены дольчатыми лоскутами кожи. По углам рта расположены длинные губные борозды. Рот сильно изогнут в виде арки. Во рту 41—55 верхних и 34—45 нижних зубных рядов. Зубы имеют центральную вершину и 1—2 боковых зубчика на каждой стороне; центральная вершина слегка скошена и не имеет зазубрин. Первый спинной плавник довольно крупный, его основание лежит между основаниями грудных и брюшных плавников. Второй спинной плавник по величине немного уступает первому. Задняя часть его основания расположена над основанием анального плавника. Анальный плавник существенно меньше обоих спинных плавников. У верхнего кончика хвостового плавника имеется вентральная выемка. Нижняя лопасть хвостового плавника короткая и хорошо развитая. Грудные плавники имеют треугольную форму. Окраска варьирует от серебристой до серо-бронзовой. Спину покрывают тёмные седловидные отметины. Брюхо ровного беловатого цвета. Средняя длина 1,2—1,5 м. Изредка самцы достигают длины 1,5 м, а самки — 1,8 м. Максимальная зарегистрированная длина тела составляет 2,1 м, а масса — 18,4 кг.

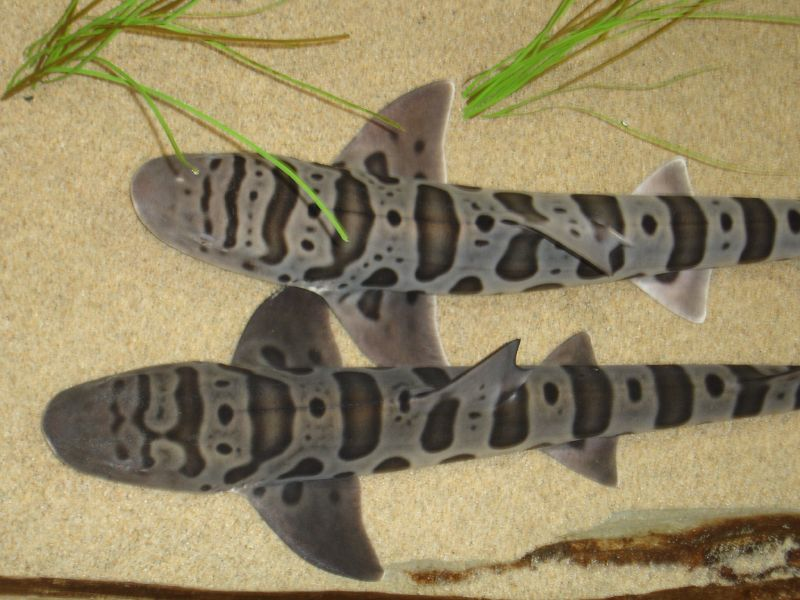
Характерная окраска калифорнийских тройнозубых акул

## Биология
Калифорнийские тройнозубые акулы — это подвижные хищники, которые плавают, совершая туловищем широкие волнообразные движения. Чаще всего они встречаются вдоль зоны прибоя. Ночью они ведут себя активнее, в дневное время они иногда отдыхают, лёжа на дне. В Томалес Бэй в поисках добычи они плывут по течению вдоль кромки моря, поспешно отступая на глубину, чтобы не быть выброшенными на берег. У берегов острова Санта Каталина акулы днём отдыхают группами, а ночью уходят на глубину на расстояние до 10 км от берега. Экспериментально было доказано, что важную роль в навигации этого вида играет обоняние. 
С самого рождения калифорнийские тройнозубые акулы живут стаями, разделёнными по полу и возрасту, и могут объединяться с калифорнийскими куньими, коричневыми куньими или короткопёрыми колючими акулами. Очевидно, эти стаи ведут кочевой образ жизни. Часто они внезапно появляются в каком-либо месте, а через несколько часов так же быстро исчезают. В неволе крупные особи демонстрируют свою доминантность, покусывая меньших за грудные плавники. Днём на мелководье в бухтах и эстуариях наблюдаются большие скопления взрослых самок, которые ночью рассеиваются. Самки стараются держаться в самых тёплых местах, позволяя воде поднять температуру своего тела на 3 °C, что ускоряет их рост и протекание беременности. Состав скоплений нестабилен, к ним постоянно присоединяются новые члены, а старые уплывают в другие места, удалённые на несколько километров.

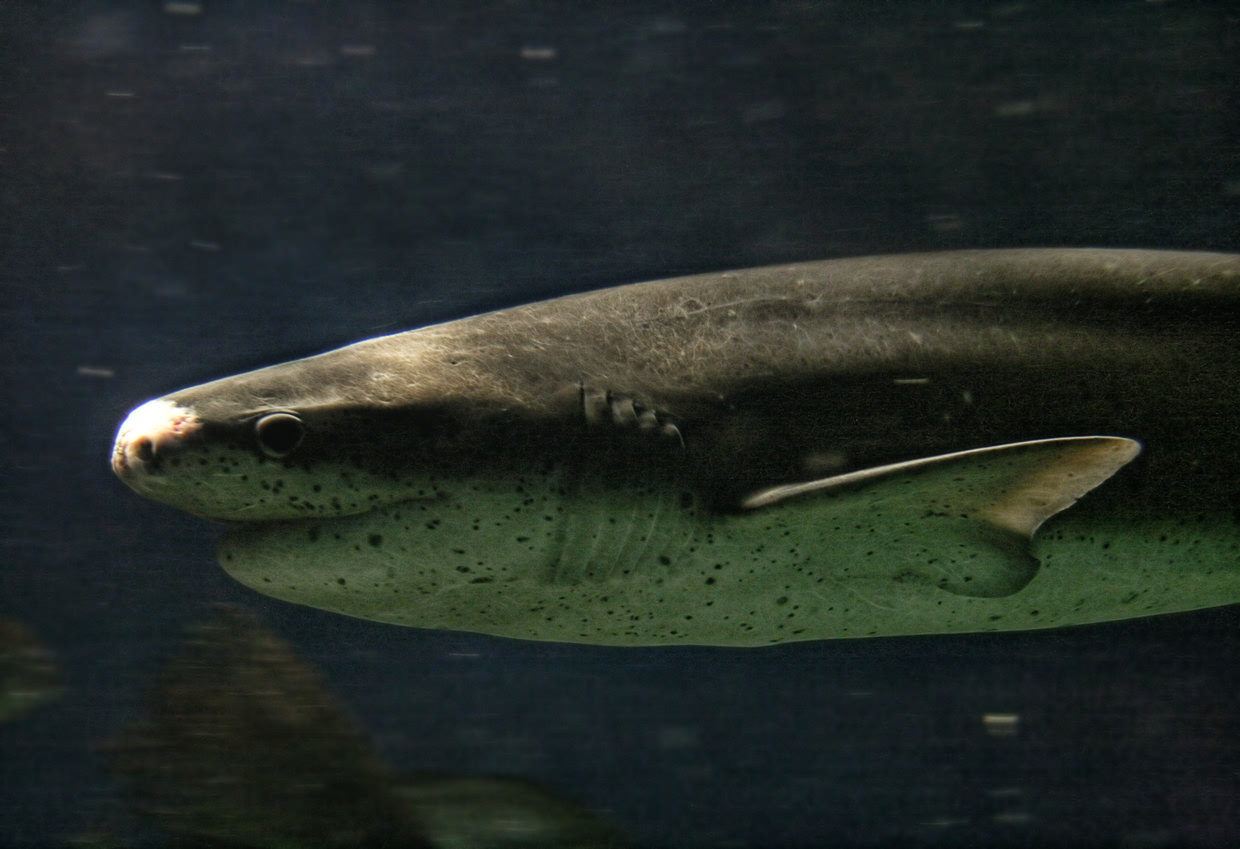
На калифорнийских тройнозубых акул охотятся плоскоголовые семижаберные акулы

По сравнению с родственными калифорнийскими и коричневыми куньими акулами, имеющими общий ареал с калифорнийскими тройнозубыми акулами, у последних красные кровяные тельца имеют меньший размер и более многочисленны, что обеспечивает эффективное снабжение внутренних органов кислородом. Вероятно, эта адаптация помогает калифорнийским тройнозубым акулам добывать пищу в эстуариях, где содержание кислорода в воде понижено. В сетчатке глаз этих акул содержится мало колбочек, что обусловлено плохой освещённостью среды обитания. На мелких калифорнийских тройнозубых акул охотятся крупные акулы, такие как белая акула и плоскоголовая семижаберная акула. Однажды в заливе Гумбольдта плоскоголовая семижаберная акула так увлеклась преследованием калифорнийской тройнозубой акулы у кромки моря, что сама выскочила на берег.
На калифорнийских тройнозубых акулах паразитируют ленточные черви Phyllobothrium riseri, Lacistorhynchus dollfusi и Paraorygmatobothrium barber, а также веслоногие рачки Echthrogaleus eoleoptratus и Achtheinus oblongatus.

### Питание
Рацион калифорнийских тройнозубых акул состоит из небольших донных и прибрежных животных, в основном крабов (Cancridae, Grapsidae и Hippoidea), креветок, костистых рыб (анчоус, сельдь, атеринопс, горбыль, эмбиотока, бычок, морской окунь, камбала, рыба-мичман), икры рыб, моллюсков, эхиур и полихет. Кроме того, они охотятся на молодых куньих акул, калифорнийских гитарников и калифорнийских орляков. Иногда эти акулы случайно заглатывают водоросли и морскую траву взморник.

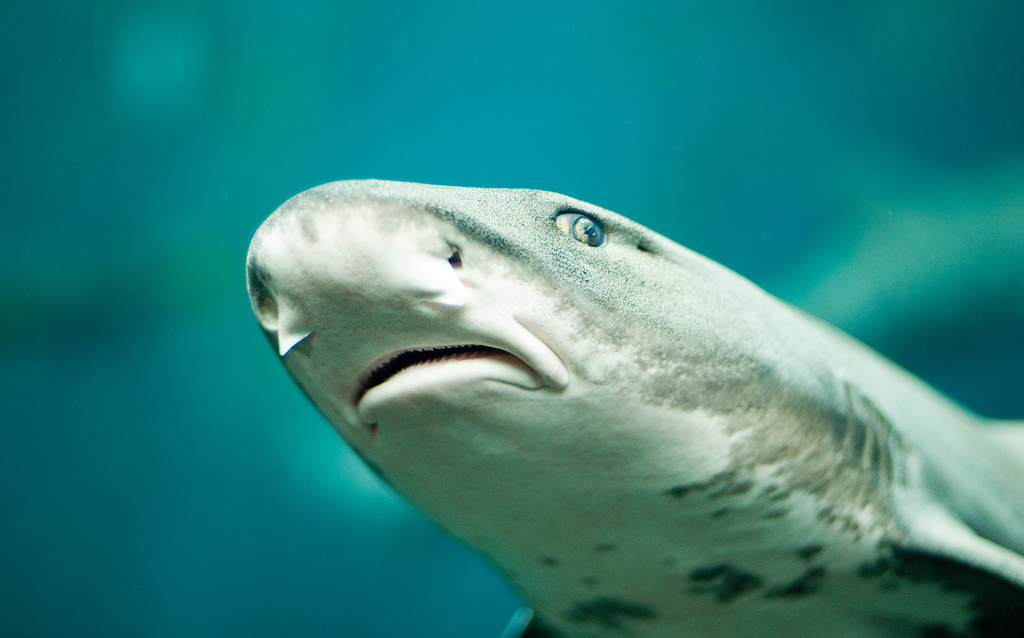
Калифорнийские тройнозубые акулы способны одновременно засасывать и хватать добычу зубами

У калифорнийских тройнозубых акул имеются губные хрящи, которые позволяют им вытягивать рот трубочкой и, раздувая ротовую полость, засасывать добычу. Одновременно с этим акула выдвигает челюсти вперёд и зажимает жертву в зубах. Подобно прочим видам акул калифорнийские тройнозубые акулы постепенно сбрасывают старые зубы, которые замещаются новыми. Полный цикл замещения проходит за 9—12 дней. В желудках калифорнийских тройнозубых акул находили сифоны брюхоногих моллюсков — акулы высасывали их прежде, чем моллюски успевали спрятаться в раковину. Таким способом акулы могут полностью извлечь моллюска из раковины. В желудках этих акул находили червей без отметин зубов, что говорит о том, что они способны высасывать червей целиком, не прибегая при этом к захвату зубами. В углублении под опорой моста в Сан-Франциско калифорнийские тройнозубые акулы вместе с короткопёрыми колючими акулами охотились на анчоусов, сбившихся в плотную стаю, медленно проплывая против часовой стрелки вокруг стаи, которая кружилась по часовой стрелке, и заглатывая анчоусов, попавших им в открытую пасть.
В некоторых местах рацион калифорнийских тройнозубых акул строго ограничен одним или двумя видами добычи, например, крабами или эхиурами. Преобладающий компонент рациона зависит от места, времени года и возраста акул. Например, в Элькорн Слау (залив Монтерей) зимой и весной основу рациона этих акул составляют крабы и черви, с зимы по начало лета — рыбья икра, летом — костистые рыбы, осенью — крабы и моллюски. Молодые акулы поедают в основном крабов и сифоны моллюсков, а достигнув длины 70—80 см, переходят на икру и червей. Крупные акулы питаются в основном рыбой.

### Размножение
Калифорнийские тройнозубые акулы размножаются яйцеживорождением. Эмбрион развивается исключительно за счёт лецитотрофии — питания желтком собственного яйца. В северных районах в качестве природных питомников самки используют бухты и дельты рек, тогда как на юге новорождённые появляются на свет в открытых водах. Вдоль побережья Калифорнии известны следующие природные питомники: залив Гумбольдт, залив Томалес, бухта Бодега, залив Сан-Франциско, Элькорн-Слау (залив Монтерей), Морро-Бэй, залив Санта-Моника (Лос-Анджелес), Каталина-Харбор (остров Санта-Каталина) и залив Сан-Диего.

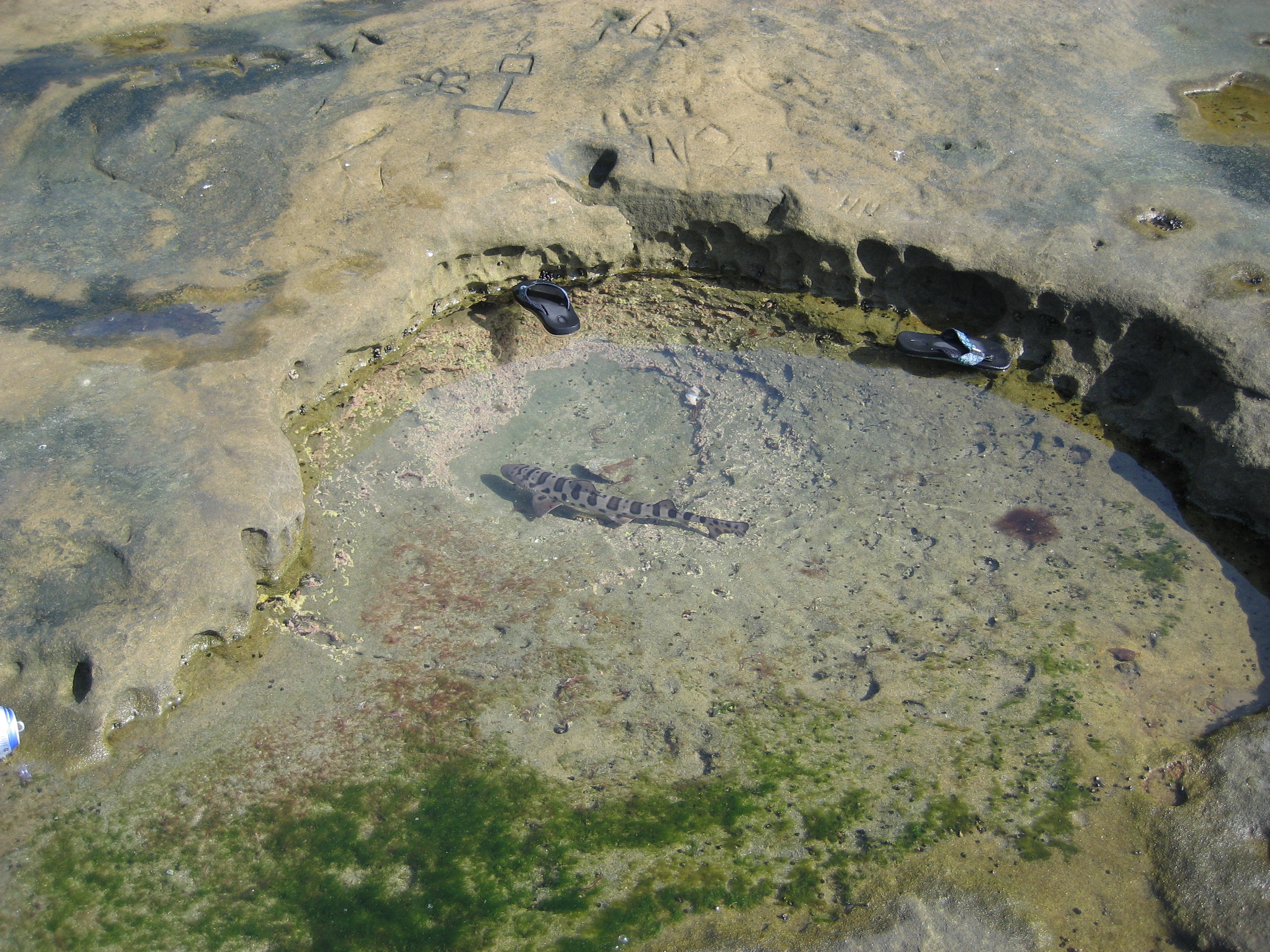
Молодые калифорнийские тройнозубые акулы на мелководье

Самки приносят ежегодно с марта по июль (в основном с апреля по май) от 1 до 37 новорождённых, Количество детёнышей напрямую связано с размером матери. В заливах Гумбольдт и Сан-Франциско самки рожают в зарослях водорослей, которые обеспечивают новорождённым укрытие и пищу. В Каталина Харбор роды проходят на глубине 1 м, при этом спина и спинные плавники самок выступают из воды. Детёныши остаются на мелководье не глубже 30 см. Спаривание происходит в начале лета следом за родами. За спариванием в естественных условиях наблюдали всего один раз в местечке Ла-Хойя, когда 9 акул собрались в 19 метрах от берега на глубине 0,3—3 м.
Размер новорождённых составляет около 20 см. Начиная с 3—4 года жизни, калифорнийские тройнозубые акулы растут довольно медленно. Самцы ежегодно прибавляют в среднем по 2 см, достигая половой зрелости в возрасте 7—13 лет при длине 0,7—1,2 м, тогда как ежегодный прирост у самок составляет около 2,3 см, а возраст и длина достижения половой зрелости равны 10—15 лет и 1—1,3 м соответственно. Акулы одного и того же возраста могут существенно отличаться по размеру: известен экземпляр, который за 12 лет вырос всего на 4 см. Максимальная зарегистрированная продолжительность жизни составляет 30 лет.

## Взаимодействие с человеком
Пугливые и осторожные калифорнийские тройнозубые акулы практически не представляют опасности для человека. Зарегистрирован один случай, произошедший в 1955 году, когда акула этого вида приставала к ныряльщику, у которого шла носом кровь, но не причинила ему вреда. Этих акул добывают промышленным способом с помощью жаберных сетей и ярусов, кроме того, они представляют интерес для рыболовов-спортсменов и охотников с подводным ружьём. В качестве прилова они попадают в донные тралы. Мясо калифорнийских тройнозубых акул употребляют в пищу, оно поступает в продажу в сыром или замороженном виде. Однако в мясе акул, обитающих в непосредственной близости от населённых пунктов, могут накапливаться загрязняющие вещества, такие как ртуть, пестициды и полихлорированные дифенилы. Калифорнийский департамент рыбы и дичи предостерегает от частого употребления мяса этих акул в пищу. Калифорнийские тройнозубые акулы ценятся в качестве аквариумных рыб за свой привлекательный вид и живучесть. В конце 80-х и начале 90-х годов XX века существовала практика отлова новорождённых акулят на крючок. Многие пойманные рыбы прожили в аквариумах более 20 лет.

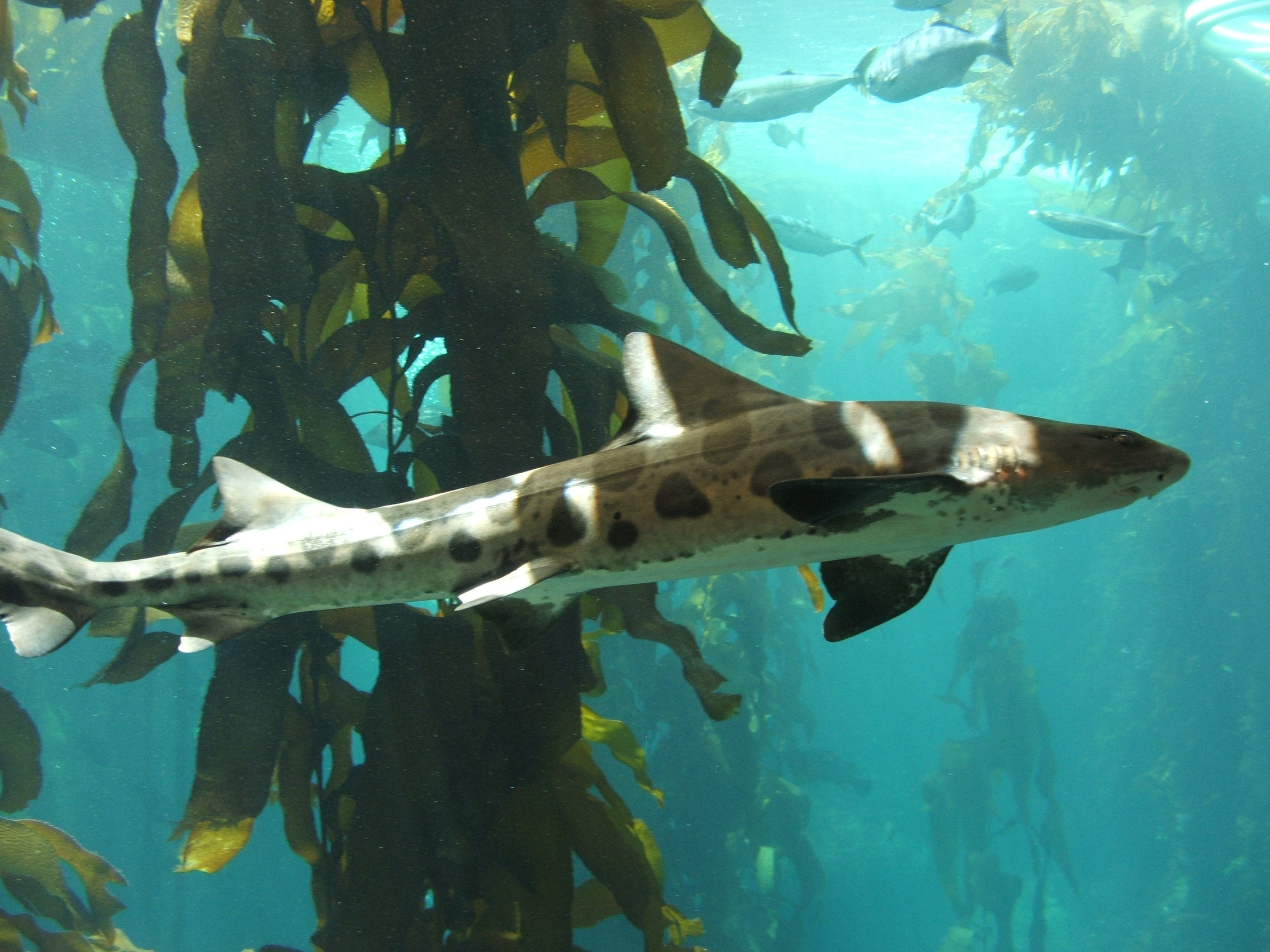
Калифорнийская тройнозубая акула в аквариуме Монтерей Бэй

Больше всего акул этого вида вылавливают у берегов Калифорнии, где объём промышленной добычи достиг пика в 1983 году и составил 45 493 кг, а средний ежегодный улов, начиная с 1991 года, составляет 14 060 кг. Данные по добыче, скорее всего, занижены, поскольку некоторый процент добываемых акул не идентифицируется. За последнее десятилетие количество акул, пойманных рыболовами-любителями, превышает коммерческий улов. В 1980—1988 годах спортсмены вылавливали в среднем 52 000 особей ежегодно и по 45 000, начиная с 1993 года. Международный союз охраны природы присвоил этому виду статус «Вызывающий наименьшие опасения».

## Номенклатура
Первое научное название Triakis californica виду было присвоено британским зоологом Джоном Эдвардом Греем в 1851 году в англ.  List of the specimens of fish in the collection of the British Museum. Однако это было лат. nomen nudum — название без описания («голое название»), которое считается недействительным. В декабре 1854 года американский ихтиолог Уилльям Орвилл Эйрс на лекции научно описал вид как Mustelis felis. Его лекция впервые была опубликована в газете The Pacific, издававшейся в Сан-Франциско, а затем в журнале Proceedings of the California Academy of Natural Sciences. В апреле 1855 года французский биолог Шарль Фредерик Жирар опубликовал ещё одно описание калифорнийской тройнозубой акулы, дав ей название Triakis semifasciata.
Несмотря на то, что Mustelis felis являлось более ранним названием, ошибка в датах публикации привела к широкому распространению названия Triakis semifasciata. Из-за этой путаницы Triakis semifasciata было признано действительным «защищённым» названием (лат. nomen protectum), а Mustelis felis — недействительным (лат. nomen oblitum). Видовой эпитет semifasciata происходит от слов лат. semi-, «наполовину», и лат. fasciata, «полосатая», и отражает окраску этих акул, чью спину покрывают седловидные отметины. В ранней литературе этих акул относили к тигровым и кошачьим.

## Таксономия
Род Triakis содержит два подрода — Triakis и Cazon. Вид калифорнийская тройнозубая акула наряду с полосатой тройнозубой акулой относится к подроду Triakis. Филогенетический анализ, проведённый в 2006 году, показал, что подроды Triakis и Cazon не являются близкородственными, а калифорнийская тройнозубая акула может оказаться самым базальным членом семейства.